# Speleonectes minnsi
Espèce
Speleonectes minnsi est une espèce de rémipèdes de la famille des Speleonectidae.

## Distribution
Cette espèce est endémique des Bahamas. Elle se rencontre dans la grotte anchialine Basil Minns Blue Hole sur Great Exuma.

## Étymologie
Cette espèce est nommée en l'honneur de Basil Minns.

## Publication originale
- Koenemann, Iliffe & van der Ham, 2003 : Three new sympatric species of Remipedia (Crustacea) from Great Exuma Island, Bahamas Islands. Contributions to Zoology, vol. 72, no 4, p. 227-252 (texte intégral).